# إد دويل (لاعب كرة قدم أمريكية)
إد دويل (بالإنجليزية: Ed Doyle)‏ هو لاعب كرة قدم أمريكية أمريكي، ولد في 5 يوليو 1905 في بوفالو في الولايات المتحدة، وتوفي في 8 نوفمبر 1942 في المغرب.